# Guillermo Aliende
Guillermo Aliende (Santiago del Estero, Argentina, 2 de julio de 1997) es un baloncestista argentino que juega en la posición de base en Olímpico de la Liga Nacional de Básquet de Argentina.

## Trayectoria

### Clubes
| Club                       | País      | Año             |
| -------------------------- | --------- | --------------- |
| Olímpico                   | Argentina | 2013 - 2015     |
| Lanús                      | Argentina | 2015            |
| Olímpico                   | Argentina | 2015 - 2016     |
| Unión de Santa Fe          | Argentina | 2016 - 2017     |
| Independiente BBC          | Argentina | 2017 - 2018     |
| Villa San Martín           | Argentina | 2018 - 2019     |
| Olímpico                   | Argentina | 2019 - 2021     |
| San Isidro                 | Argentina | 2021            |
| Olímpico                   | Argentina | 2021 - 2022     |
| Halcones de Ciudad Obregón | México    | 2022            |
| La Unión de Formosa        | Argentina | 2022 - 2023     |
| Argentino de Junín         | Argentina | 2023 - 2024     |
| Guerreros NMC              | Ecuador   | 2024            |
| Olímpico                   | Argentina | 2024 - Presente |

## Selección nacional
Aliende fue miembro de los seleccionados juveniles de baloncesto de Argentina, llegando a disputar el Campeonato FIBA Américas Sub-16 de 2013 y el Campeonato Mundial de Baloncesto Sub-17 de 2014 entre otros torneos. 